# Гранулярні клітини

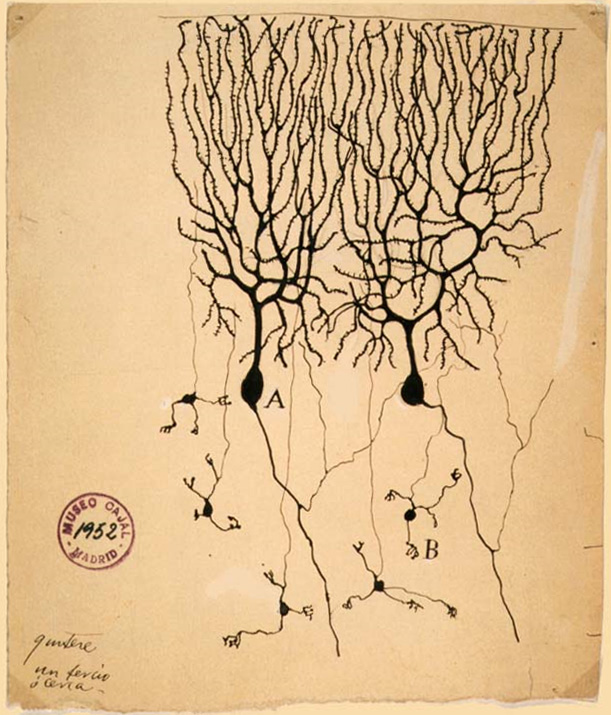
Клітини Пуркіньє (A) і гранулярні клітини (B) мозку голуба. Малюнок Сантьяго Рамона і Кахаля.

Гранулярні клітини — нейрони малого розміру, близько 10 мікрон в діаметрі. Гранулярні клітини зустрічаються в гранулярному шарі мозочка, в 4 шарі кори головного мозку, в зубчастій звивині гіпокампу і в нюховій цибулині.
Популяції гранулярних клітин в різних частинах мозку функціонально відмінні один від одного, не зважаючи на зовнішню анатомічну схожість. Наприклад, гранулярні клітини нюхової цибулини є ГАМК-ергічними і не мають аксонів, тоді як гранулярні клітини зубчастої звивини мають глутаматергічні проєкційні аксони. Обидві вказані популяції беруть участь в так званому «дорослому» нейрогенезі, на відміну від гранулярних клітин мозочка. Гранулярні клітини мозочку складають майже половину всіх нейронів центральної нервової системи.
| Гломерулярна тканина нирок | Це незавершена стаття з гістології. Ви можете допомогти проєкту, виправивши або дописавши її. |